# إرنست بوش
ارنست بيرنهارد فيلهيلم بوسكه (17 يوليو 1945 6 يوليو 1885). مشير وجنرال ألماني الحاصل على الوسام الصليبي الفارس الحديدي مع أوراق البلوط. وتمنح الاعتراف ببسالة والشجاعة في المعركة أو قيادة عسكرية ناجحة.
ولد في مدينة إيسن، ستيل، ألمانيا، وتلقى تعليمه في أكاديمية Groß Lichterfelde العسكرية. دخل الجيش البروسي في عام 1904 وخدم في الجبهة الغربية خلال الحرب العالمية الأولى وحصل على وسام ميريت في عام 1918. بعد الحرب، ظل بوسكه في الجيش وعين مفتشا للقوات في عام 1925. تمت ترقيته عام 1930 إلى مقدم أركان لقيادة فوج المشاة رقم 9.

## روابط خارجية
- إرنست بوش على موقع مونزينجر (الألمانية)